# Doratura salina
Doratura salina är en insektsart som beskrevs av Géza Horváth 1903. Doratura salina ingår i släktet Doratura och familjen dvärgstritar. Inga underarter finns listade i Catalogue of Life.